# موج گرما در ژاپن در سال ۲۰۲۴
موج گرما در ژاپن در سال ۲۰۲۴، در سال ۲۰۲۴، ژاپن گرمای بیش از حد را تجربه کرد که از ماه آوریل آغاز شد، که منجر به حداقل ۵۹ مرگ ناشی از گرما و گزارش حداقل ۶۲ پست مشاهده دما در سراسر ژاپن مبنی بر این شد که رکوردهای قبلی دما در ماه ژوئیه شکسته شده است. طبق گزارش مرکز هواشناسی ژاپن، میانگین دمایی که در طول موج‌های گرما به دست می‌آید، در سال ۲۰۲۴ گرم‌ترین دمای ژاپن را در ماه‌های آوریل و ژوئیه از زمان ثبت رکورد در سال ۱۸۹۸ نشان می‌دهد.

## موج گرما
بر اساس مرکز هواشناسی ژاپن، میانگین دمای آوریل ۲۰۲۴ در سراسر ژاپن ۲٫۷۶ درجه سانتیگراد بالاتر از میانگین دمای سالانه آوریل بود که آن را به گرمترین آوریل از زمان شروع رکوردهای مرکز هواشناسی ژاپن در سال ۱۸۹۸ تبدیل کرد.
در ژوئن ۲۰۲۴، استان شیزوئوکا اولین استان ژاپن شد که در سال ۲۰۲۴ به ۴۰ درجه سلسیوس (۱۰۴ درجه فارنهایت) رسید و از آن پیشی گرفت.
در ژوئیه ۲۰۲۴، دما در ژاپن به ۲٫۱۶ درجه سانتیگراد بالاتر از میانگین ژوئیه خود رسید و رکورد ثبت شده در ژوئیه ۲۰۲۳ را با ۱٫۹۱ درجه سانتیگراد شکست. در ۲۹ ژوئیه، دما به ۴۱ درجه سلسیوس (۱۰۶ درجه فارنهایت) در سانو، توچیگی در استان توچیگی، و در شش مکان دیگر که شامل هاماماتسو در استان شیزوئوکا می‌شود، با ۴۰ درجه سلسیوس (۱۰۴ درجه فارنهایت) تجاوز کرد.
در ۲ اوت، توتسوکاوا، استان نارا به ۳۹٫۹ درجه سلسیوس (۱۰۳٫۸ درجه فارنهایت) رسید. دازایفو، فوکوئوکا، استان فوکوئوکا به ۳۹٫۳ درجه سلسیوس (۱۰۲٫۷ درجه فارنهایت) رسید. و هیراکاتا، اوساکا، استان اوساکا به ۳۹٫۱ درجه سلسیوس (۱۰۲٫۴ درجه فارنهایت) رسیدند. در غرب ژاپن، شش نقطه رصد آب و هوا دمای بالایی را ثبت کردند.
سازمان آتش‌نشانی و مدیریت بلایای طبیعی (ژاپن) گزارش داد که بین ۱ تا ۲۱ ژوئیه، ۲۴۳۰۰ نفر در سراسر ژاپن به دلیل گرماگرفتگی در بیمارستان بستری شدند که ۹۰۷۸ نفر از آنها فقط از ۱۵ تا ۲۱ ژوئیه در بیمارستان بستری شدند. از این تعداد، ژاپن وزارت بهداشت، کار و رفاه نشان داد که کارگر ساختمان بیشترین میزان مرگ و میرهای ثبت شده را به دلیل قرار گرفتن در معرض گرمای خارج از منزل در حین انجام گسترده کار دستی به خود اختصاص داده است.
هاکوداته بیشترین روزها را با ۳۰ درجه سلسیوس (۸۶ درجه فارنهایت) از زمان شروع ثبت در سال ۱۸۷۲ ثبت کرده است. گرمای بیش از حد باعث ضربه‌های گسترده‌ای به کشاورزی شد، از جمله «ده‌ها تن» کدو تنبل که باید در نتیجه تغییر رنگ ناشی از نور شدید و طولانی خورشید دفع شوند. ۱۰ میلیون در ین ژاپن به دلیل دور ریختن تقریباً ۶۰٬۰۰۰ ذرت توسط کشاورزان از بین رفت. بسیاری از مزارع روزانه ۷۰۰–۸۰۰ کیلوگرم (۱٬۵۰۰–۱٬۸۰۰ پوند) گوجه‌فرنگی در روز که به دلیل گرما کیفیت آنها کمتر از استانداردهای بازار بودند به دور انداختند و باعث شد بسیاری از کشاورزان کاشت گوجه‌فرنگی را کنار بگذارند.

## تأثیر
از آوریل ۲۰۲۴ تا پایان ژوئیه، حداقل ۵۹ نفر بر اثر بیماری‌های مرتبط با گرما کشته شدند.
در ژوئیه ۲۰۲۴، با پیش‌بینی تداوم گرمای بیش از حد و پیش‌بینی افزایش شدید استفاده از تهویه مطبوع، دولت ژاپن یارانه‌های گاز و برق خود را از ماه اوت بازگرداند. برنامه‌ریزی شده بود که یارانه‌ها به مدت سه ماه بازگردانده شوند، اگرچه شورای تحقیقات سیاست ژاپن از دولت خواست تا پایان سال ۲۰۲۴ ادامه داشته باشد.
چندین مدرسه در ژاپن شروع به اجرای فرم‌های ارزیابی سلامت روزانه برای دانش‌آموزان کرده‌اند تا دمای بدن، رژیم غذایی، مصرف آب و ساعت‌های خواب خود را برای نظارت بر حساسیت به گرمازدگی ثبت کنند. در بسیاری از مدارس نیز دانش‌آموزان نوعی ساعت مچی می‌پوشیدند که اگر دمای بدن انسان از ۳۸ درجه سلسیوس (۱۰۰ درجه فارنهایت) بیشتر می‌شد، می‌توانست به آنها هشدار دهد، قبل از ورزش به آنها سرمادرمانی داده می‌شد و بعد از سی دقیقه ورزش در اتاق‌های دارای تهویه مطبوع پانزده دقیقه استراحت می‌کردند.
در ۲ اوت، مرکز هواشناسی ژاپن و وزارت محیط زیست ژاپن به ۳۶ استان از ۴۷ استان ژاپن هشدار گرمازدگی صادر کردند.
در ۶ اوت، مقام‌های ژاپنی گزارش دادند که در ماه ژوئیه، حداقل ۱۲۳ نفر در منطقه کلان‌شهری توکیو در نتیجه بیماری‌های مربوط به گرما جان خود را از دست دادند. به گفته دفتر معاینات پزشکی توکیو، اکثر قربانیان بالای ۶۰ سال سن داشتند. تنها دو نفر در بیرون از منزل جان خود را از دست داده بودند و اکثر آنها حتی با وجود نصب از تهویه مطبوع، از آن استفاده نمی‌کردند. آژانس مدیریت آتش‌سوزی و بلایا گزارش داد که بیش از ۳۷۰۰۰ نفر برای درمان گرمازدگی در ماه ژوئیه نیاز به بستری شدن در بیمارستان داشتند.